# Stebnice (przystanek kolejowy)
Stebnice – przystanek kolejowy w Stebnicach, w kraju karlowarskim, w Czechach. Położona jest na wysokości 470 m n.p.m.
Na przystanku nie ma możliwości zakupu biletów, a obsługa podróżnych odbywa się w pociągu. 

## Linie kolejowe
- 170 Beroun - Plzeň - Cheb